# 발레아레스 제도 침공 (1501년)
제1차 발레아레스 제도 침공은 1501년 오스만 제국의 해군 제독 케말 레이스의 주도로 이루어진 군사작전이다. 스페인령 발레아레스 제도와 더불어 이탈리아 사르데냐섬과 피아노사섬 (엘바섬 인근 섬)도 함께 공격하였다.
1501년 발레아레스 제도 침공은 오스만 제국이 서부 지중해에 개입하려는 초창기 시도의 일환으로 이뤄진 작전이다. 이는 스페인 남부 그라나다의 함락과 더불어 이베리아 반도 최후의 이슬람 통치자가 카스티야 연합왕국과의 전쟁에서 오스만 제국에 구원을 요청한 것에 대응한 것이기도 했다. 그라나다 측의 요청으로 오스만 술탄 바예지드 2세는 스페인 해안을 공격하기 위해 케말 레이스가 이끄는 해군함대를 파견했던 것이다. 1487년과 1492년 그라나다 함락 당시 오스만 함대는 이슬람 난민을 구출하고 북아프리카 연안으로 이송하는 작전을 펼쳤다.
발레아레스 제도를 침공할 당시 포로로 붙잡힌 스페인 선원 가운데에는 콜럼버스의 항해 지도를 소유한 사람이 있었던 것으로 추정된다.

## 같이 보기
- 바르바리 노예 무역
- 오스만 제국의 유럽 침공
- 발레아레스 제도 침공 (1558년)